# Valmeyer
Valmeyer is een plaats (village) in de Amerikaanse staat Illinois, en valt bestuurlijk gezien onder Monroe County.

## Demografie
Bij de volkstelling in 2000 werd het aantal inwoners vastgesteld op 608. In 2006 is het aantal inwoners door het United States Census Bureau geschat op 1105, een stijging van 497 (81,7%).

## Geografie
Volgens het United States Census Bureau beslaat de plaats een oppervlakte van 8,7 km², waarvan 8,6 km² land en 0,1 km² water. Valmeyer ligt op ongeveer 125 m boven zeeniveau.

## Plaatsen in de nabije omgeving
De onderstaande figuur toont nabijgelegen plaatsen in een straal van 12 km rond Valmeyer.